# Calumet County
Calumet County är ett administrativt område i östra delen av delstaten Wisconsin, USA. År 2010 hade countyt 48 971 invånare. Den administrativa huvudorten (county seat) är Chilton. Countyt är beläget omedelbart öster om sjön Lake Winnebago som (liksom countyt som helhet) är starkt påverkad av den senaste nedisningen.
Calumet County är ett typiskt jordbruksdistrikt och cirka 75 % av marken ägs av jordbrukare. I countyt produceras en betydande del av amerikansk ost.

## Geografi
Enligt United States Census Bureau har countyt en total area på 1 028 km². 828 km² av den arean är land och 200 km² är vatten.

### Angränsande countyn
- Brown County - nordost
- Manitowoc County - öst
- Sheboygan County - sydost
- Fond du Lac County - sydväst
- Winnebago County - väst
- Outagamie County - nordväst

### Större orter
- Brillion med  4 300 invånare
- Chilton – 4 800
- Kiel – 3 500
- Harrison – 5 800
- New Holstein – 3 300